# Nanman
Le terme Nanman 南蠻, ou Man du Sud ("barbares du sud"), était utilisé en Chine ancienne pour définir les tribus non-chinoises situées dans le sud-ouest de l'actuel territoire de la Chine, plus précisément au sud de la province du Yunnan. Aujourd'hui, cette ethnie est désignée par le terme Hmong ou Miao, qui est l'une des 56 ethnies reconnues officiellement par la république populaire de Chine.

## Histoire
Durant l'époque des Trois Royaumes, en l'an 223, Meng Huo, un natif Nanman, rallia plusieurs tribus et joignit Yong Kai dans sa rébellion contre le royaume de Shu à partir du district de Yongchang. Comme il représentait une menace directe pour les Shu, Zhuge Liang, Premier ministre et stratège de ceux-ci, organisa une expédition au sud, dans laquelle il captura et relâcha Meng Huo à sept reprises, après quoi ce dernier se soumit au gouvernement Shu. Contrairement à la façon de faire de la dynastie Han, voulant que le conquérant installe ses propres bureaucrates pour diriger la région conquise, Zhuge Liang opta plutôt pour une stratégie dite de charme psychologique (fuxin), où il nomma Meng Huo pour gouverner les contrées du sud du royaume, s'assurant du même coup d'une stabilité dans la région. Il put ainsi concentrer ses efforts dans ses expéditions au nord contre le royaume de Wei. 
Les peuples Nanman profitèrent de la faiblesse de la dynastie Jin pour se séparer à nouveau de la Chine quelques années après la chute du royaume de Shu. Le royaume de Nanzhao, établi dans la province du Yunnan quelques siècles plus tard, était, semble-t-il, de descendance Nanman.

## Légendes et mythes
Méconnus du peuple chinois, la culture Nanman était entourée de plusieurs mythes. Les marais empoisonnés, la sorcellerie et les armures impénétrables des barbares sont autant d'éléments qui ont pénétré l'imaginaire des Chinois. 

## Informations complémentaires

### Autres articles
- Chroniques des Trois Royaumes